# Ueng Ming-yih
Ueng Ming-yih (chinesisch 翁明義; * 1. Juli 1952 in Miaoli) ist ein früherer taiwanischer Biathlet und Skilangläufer.
Ueng Ming-yih nahm an zwei Olympischen Winterspielen in jeweils zwei Sportarten teil. Bei den Olympischen Winterspielen 1976 in Innsbruck startete er im Skilanglauf über 15 Kilometer und wurde dort 73. Im Biathlon trat er im Einzel an und wurde 50. Seine zweiten Spiele lief Ueng bei den Olympischen Winterspielen 1984 in Sarajevo. In Jugoslawien startete er erneut über 15 Kilometer im Skilanglauf und wurde 80. Im Biathlon trat der Taiwaner in Einzel und Sprint an und erreichte die Ränge 59 und 63. Neben Shen Li-Chien ist Ueng der einzige Biathlet Taiwans, der bislang an Olympischen Spielen teilnahm.